# 汪懋麟

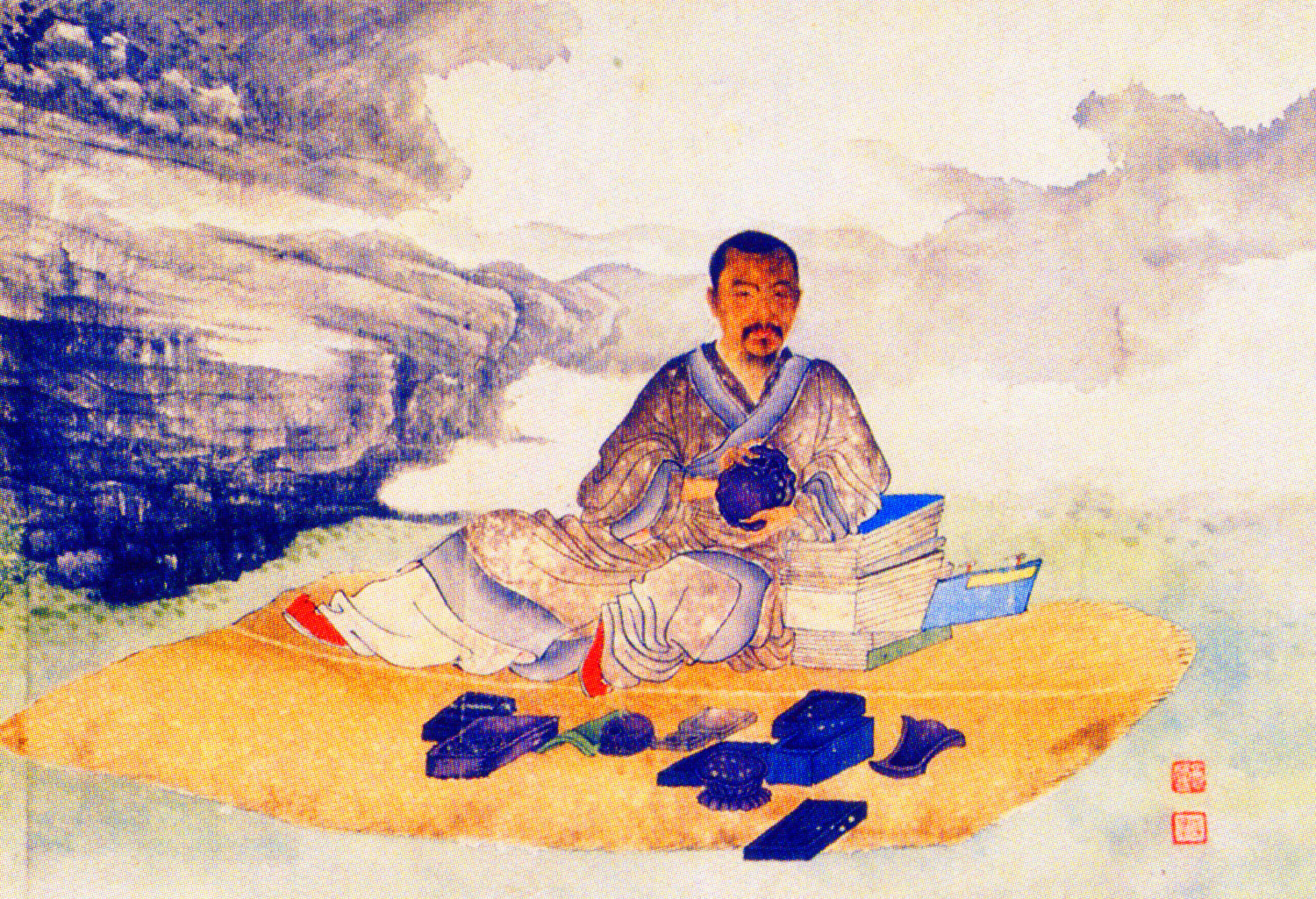
汪懋麟像，清禹之鼎、恽寿平绘，北京故宫博物院藏。

汪懋麟（1640年—1688年），字季角，号蛟门，江南江都縣人，清代詩人、歷史學家。

## 生平
崇祯十三年（1640年）生，自幼潜心诗文，康熙六年（1667年）进士及第，授内阁中书，康熙九年（1670年）为中书舍人。官至刑部主事。康熙十八年與博学鸿词科，不就。長於史學，康熙十九年，入明史馆，与修《明史》。書成即告歸。闭门读史著述。康熙二十七年（1688年）以病卒，得年四十九。

## 著作
工於詩，毛奇龄与汪懋麟论蘇軾诗，汪举出“春江水暖鸭先知”句，十分推许，毛氏曰：“鹅也知，鸭比谁先知？”汪懋麟与汪楫同里，同有诗名，时称“二汪”。又與宋荦、王又旦、曹贞吉、叶封、田雯、谢重辉等合稱“辇下十子”。著有《百尺梧桐阁集》二十六卷。